# Корисні копалини Північної Кореї
Корисні копалини КНДР.

## Основна характеристика
Надра КНДР багаті на вугілля, руди чорних, кольорових, рідкісних і благородних металів, а також неметалічну сировину (табл.).
Таблиця. — Основні корисні копалини КНДР станом на 1998—1999 рр.
| Корисні копалини       | Запаси       | Запаси       | Вміст корисного компоненту в рудах, % | Частка у світі, % |
| Корисні копалини       | Підтверджені | Загальні     | Вміст корисного компоненту в рудах, % | Частка у світі, % |
| Боксити, млн т         |              | 40           |                                       |                   |
| Барит, тис. т          | 1000         | 1000         | 97 (BaSO4)                            | 0,3               |
| Вольфрам, тис. т       | 20           | 110          | 1,8 (WO3)                             | 0,8               |
| Залізні руди, млн т    | 1000         | 3300         | 39 (Fe)                               | 0,6               |
| Золото, т              | 60           | 130          | 1,2–3,5 г/т                           | 0,1               |
| Марганцеві руди, млн т | 3            | 3            | 21 (Mn)                               | 0,1               |
| Мідь, тис. т           | 400          | 2200         |                                       | 0,1               |
| Плавиковий шпат, млн т | 1            | 1,5          | 65 (CaF2)                             | 0,5               |
| Свинець, тис. т        | 810          | 5615         | 2,8(Pb)                               | 0,7               |
| Срібло, т              | 300          | 900          | 250 г/т                               | 0,1               |
| Пентоксид танталу, т   | 15           | 30           | 0,01 (Та2О5)                          | 19,54             |
| Вугілля, млн т         | 2500         | 6700 (12000) |                                       |                   |
| Апатити, млн т         | 12           | 12           | 13,6 (Р2О5)                           | 0,24              |
| Цинк, тис. т           | 850          | 11650        | 11 (Zn)                               | 0,3               |

## Окремі види корисних копалин
Вугілля. Країна має великі родовища вугілля, загальні запаси яких на 2001 р оцінені у 12 000 млн т, але запаси металургійних сортів вугілля обмежені. Основні періоди вугленакопичення на території КНДР — пізній карбон — початок пермі, пізній тріас — рання юра, палеоген і неоген. Головні вугільні басейни: Північний (родовища Кечхон, Йондон, Токчхон і ін.), Південний (родовища Хінньйон, Кандон, Садон і ін.), Ковонський (родовища Ковон і Унгок). У відкладах верхнього палеозою зосереджені основні запаси вугілля в країні (6 промислових вугільних пластів з потужністю кожного до 5-8 м). Верхньотріасове-нижньоюрське вугілля поширене значно менше і його промислове значення невелике, хоч в окремих випадках потужності пластів досягають 20 м. Вугілля в основному порошкувате і дрібногрудкові антрацити. Питома нижча теплота згоряння 22,1-32,8 МДж/кг, зольність 8,0-25,9 %, вміст летких 3,5-9,15 %. Близько 25 % запасів складає палеоген-неогенове буре вугілля, родовища якого в основному зосереджені на півночі країни (Аоджі, Когонвон, Хамьон, Онсон, Кунсім і ін.). Питома нижча теплота згоряння 14,7-25,2 МДж/кг, зольність 3,5-33,7 %, вміст летких речовин 43,6-52,4 %. Великі родовища бурого вугілля розташовані в районах Анджу (провінція Пхьонан-Намдо) і Йонхин (провінція Хамгьон-Намдо). Прогнозні ресурси вугілля головним чином зосереджені на глибині понад 600–700 м.
Залізо. У КНДР відомо понад 90 родовищ та рудопроявів залізних руд, половина яких має промислові запаси. Основні родовища: Мусан, Іллюль, Івон, Хасон, Черен і Інньйон. Вміст Fe у рудах від 30-42 до 55-70 %. Шкідливі домішки відсутні. Рудні тіла представлені залізистими кварцитами, гематитовими пластами, а також гематитовими і сидерит-гематитовими жилами. Потужності рудних тіл 1-6 м, протяжність до 8 м. Найбільше родовище Мусан розташоване на північному сході країни. Залізисті (магнетитові) кварцити родовища містять Fe 25-60 %, середній вміст 38-39 %. У руді є 0,08-0,30 % Mn i до 0,03 % Ti. Друге за запасами — родовище Іллюль (провінція Хванхе-Намдо); середній вміст Fe у рудах 54 %.
Марганець. Відомий ряд невеликих родовищ марганцевих руд гідротермального, осадового і залишкового типів. Одне з найбільших — родовище Чхорвон (провінція Канвондо). Родовище складене глинисто-серицитовими сланцями, доломітом, вапняками і кварцитами. Рудні тіла потужністю 5-60 см залягають у доломітах. Рудні мінерали — піролюзит і манганодоломіт.
Вольфрам і молібден. Найбільше родовище вольфрамових руд — Манньйон, менші — Кьонсу і Чончхан. На родовищі Манньйон кварц-вольфрамітові жили з гніздово-вкрапленим характером зруденіння простежуються в зоні довжиною до 4 км і за падінням на 570 м. Середня потужність жил 1 м. Вміст WO3 0,7-1,0 %. Родовища молібденових руд — Кимган і Пусон. На вольфрам-молібденовому родовищі Кимган у гранітах присутні кварцові жили, а також ділянки ґрейзенізованих гранітів з вкрапленістю вольфраміту і молібденіту. На молібденовому родовищі Пусон молібденіт приурочений до численних кварцових жил.
Золото. Найбільші золоторудні родовища КНДР — Хольдон, Суан (провінція Хванхе-Пукто), Сонхин (провінція Пхьонан-Намдо), Теюдон, Унсан, Сінньйон (пров. Пхьонан-Пукто). Основні з них — Хольдон і Суан скарнові мідно-золотоносні. Рудні тіла з вкрапленим зруденінням мають пластову, лінзову та трубоподібну форму; простежуються за простяганням на 30-1200 м і за падінням 20-150 м. Потужність їх 0,5-30 м.
Мідь. Основні родовища мідних руд зосереджені на півночі країни. Найбільші родовища Хвапхьон, Капсан, Саннон. На родовищі Хвапхьон скарнові рудні тіла довжиною 10,5-150 м і середньою потужністю 1,5 м мають складну стовпо-, лінзо- і жилоподібну форму. На родовищі Капсан вкраплене зруденіння приурочене до горизонту доломітів. Рудні тіла довжиною 100–200 м, потужністю 1–10 м. Пластові та прожилково-вкраплені руди родовища Саннон приурочені до прошарків турмалінових і кварц-біотитових сланців, поблизу контактів з докембрійськими гранітами. Рудні мінерали — халькопірит, арсенопірит і піротин. Вміст С в рудах 0,4-1,6 %.
Кобальтові руди зустрічаються в комплексних мідно-кобальтових родовищах (Саннон) та невеликих самостійних родовищах (Хверьон). На родовищі Хверьон кварц-кальцит-амфіболові жили містять кобальтвмісні мінерали: арсенопірит, льолінгіт, іноді халькопірит. У зоні окиснення присутній еритрин. Потужність жил 10-90 см, протяжність до 700 м.
Нікель. Відомі невеликі магматичні (Самхе, Пуюндон і ін.) та гідротермальні (Токсан та ін.) родовища нікелевих руд. Родовище Самхе (Хамгьон-Пукто) приурочене до габро-перидотитового масиву юрської доби. Зруденіння (вкраплення, прожилки, гнізда) пов'язане з невеликими шлірами норитів-піроксенітів. Основні рудні мінерали — піротин і халькопірит, рідше пірит. Руди містять також Cu і Co. Співвідношення Ni:Cu=(2-2,5):1. Родовище Токсан (Хамгьон-Намдо) приурочене до дайок габро-діабазів. Мінерали — піротин і інші сульфіди утворюють вкрапленість і гнізда.
Поліметали. Понад 20 родовищ свинцево-цинкових руд сконцентровано на північному сході, півночі та центрі країни. Найбільші запаси зосереджені в родовищах Комдок і Ноундон провінції Хамгьон-Намдо. Зона зруденіння на Комдок простежується в субширотному напрямі на 9 км. Рудоносні нижньопротерозойські кварцово-слюдяні сланці і кварцити. Рудні тіла (жили, лінзи) мають складні контури. Рудні мінерали в основному сульфіди. Співвідношення Pb:Zn коливається від 2:1 до 1:5. Попутні компоненти: Ag, Sb, Cd, Bi, Ge, Ga, Au, Cu, Sn.
Магнезит. У КНДР є значні запаси магнезиту (родовища Намге, Іон'ян і Техваяндон). Родов. Намге (пров. Янгандо) має 3 жило- і лінзоподібні тіла; вмісні породи — нижньопротерозойські доломіти. Довжина рудних тіл до 200 м, потужність 50 м. На родовищі Іон'ян (пров. Хамгьон-Намдо) рудні тіла — жили протяжністю до 2,5 км при потужності 10 м. Вмісні породи — мармуризовані вапняки і доломіти. На родовищі Техваяндон (на південний схід від Намге) лінзо- і жилоподібні тіла магнезиту і талькового каменя приурочені до зони порушення в нижньопротерозойських вапняках і доломіті. Протяжність тіл до 2 км при максимальній потужності 400–500 м.
Флюорит. Серед численних родовищ флюориту основні Чхонсоктурі (провінція Хванхе-Намдо) і Чунхва-Сандон (провінція Пхьонан-Намдо). На Чхонсоктурі рудні тіла потужністю 1-3 м залягають серед верхньопротерозойських глинистих сланців з прошарками вапняків.
Серед інших видів неметалічних корисних копалин найзначніші родовища: піриту (Мандок, Пудон та Ільгон), фосфатної сировини (апатиту) Сінпхун і Йон'ю, графіту (Обок і Тонбан), тальку (Тебо, Івон та інші), бариту (Чхандо), слюди (мусковіту і флогопіту), азбесту, каоліну, алітових сланців, діатомітів і різноманітних буд. матеріалів (вапняки, цементна сировина, цегельні і вогнетривкі глини, кварцові піски, кварцити). Великі кар'єри по видобутку вапняку розташовані поблизу мм. Чхонджін, Пхеньян, Понсан і Хеджу, кварцових пісків — мм. Хамхин, Пхеньян, Хеджу.